# オランゴ (オペラ)
『オランゴ』（露: Оранго）は、ドミートリイ・ショスタコーヴィチが1932年に作曲した未完のオペラである。全3幕となる予定であったが、プロローグのみが作曲された。2004年に草稿が発見され、2011年に初演された。

## 概要

### 作曲
1932年、十月革命15周年を記念して、ボリショイ劇場はショスタコーヴィチにオペラの作曲を委嘱した。台本はアレクセイ・ニコラエヴィッチ・トルストイとアレクサンドル・スタルチャコフが担当し、2人には『革命と社会主義社会建設のにおける人間の成長』というテーマが与えられた。最終的に2人は『ブルジョア的な新聞に対する政治的風刺』という構想を思いつき、作成を進めた。
当時、ショスタコーヴィチは『ムツェンスク郡のマクベス夫人』といった作品を並行して作曲し、多忙を極めていた。2人が期日通りに台本を制作できなかったため、ショスタコーヴィチは作曲を延期せざるを得なくなり、最終的に未完のまま放置された。なお、台本作成者の一人であったスタルチャコフは1936年に逮捕され、1937年に銃殺される。

### 草稿の再発見
ロシアの音楽学者であるオルガ・ディゴンスカヤはショスタコーヴィチの作品目録を制作するため、イリーナ・ショスタコーヴィチと共に作業を進めていた。2004年12月、モスクワにあるグリンカ中央音楽博物館において、ディゴンスカヤは、ショスタコーヴィッチの手による『250ページに及ぶスケッチ、作品やスコア』の入った分厚いファイルを発見した。ディゴンスカヤによれば、これらの資料は『作曲家の友人であるアトヴミャーンによってショスタコーヴィチ家の家政婦と結託して、書き損じの原稿をショスタコーヴィチが完全に処分してしまう前に回収され、1960年代に博物館に寄贈された』とされる。
オペラ『オランゴ』は、上記の資料の中に7枚、計13ページからなるヴォーカルスコアとして存在していた。このピアノスケッチはディゴンスカヤによる解説と共に、2010年にモスクワで出版された。

### 世界初演
上述の通り、オペラ『オランゴ』はピアノスケッチの状態であり、そのままで上演することはできない状態であった。そのためイリーナ・ショスタコーヴィチはイギリスの作曲家ジェラルド・マクバーニーにオーケストレーションを依頼した。この作品は2011年12月2日にエサ＝ペッカ・サロネン指揮ロサンジェルス・フィルハーモニックによって初演された。

## 台本
台本はトルストイとスタルチャコフによって書かれた。台本の素材として、医学実験によって人間と猿のハイブリッドが生まれるというスタルチャコフ自身の作品が選ばれている。半猿半人の主人公という筋は、ロシアの生物学者であるイリヤ・イワノフが行った人間と他の霊長類との融合の試みからインスピレーションを得たとされる。マクバーニーによると、オランゴという題名は、オランウータンという言葉を示唆しているとされる。

## 演奏時間
約40分

## 登場人物
| 人物名           | 声域     | 役             |
| ---------------- | -------- | -------------- |
| オランゴ         | バリトン | ヒューマノイド |
| ヴォセリチャク   | バス     | 司会者         |
| 群衆からの声     | バス     |                |
| 動物学者         | テノール |                |
| ルネ             | アルト   | 動物学者の娘   |
| スザンナ         | ソプラノ | 外国人         |
| ポール・マッシュ | テノール | ジャーナリスト |

その他:群衆（混声合唱）、など

## あらすじ
時と場所:1930年頃、モスクワ